# Maria Margaretha van Os
Maria Margaretha van Os (La Haia, 1779 - La Haia, 1862), fou una pintora de bodegons del segle xix neerlandesa.

## Biografia
Va néixer a la Haia filla dels pintors Jan van Os i Susanna de la Croix. Era la germana menor de Pieter Gerardus van Os i la major de Georgius Jacobus Johannes van Os i Pieter Frederik van Os. Com els seus germans, va ser alumna dels seus pares; el seu pare era pintor de paisatges i bodegones i la seva mare realitzava retrats al pastel. És coneguda pels seus bodegons de fruita i flors. A partir de l'any 1826 va ser un membre honorari de la Koninklijke Academie voor Beeldende Kunsten de Amsterdam.